# Werner Klatt
Werner Klatt, född den 21 december 1948 i Schöneberg i Tyskland, död den 3 april 2022, var en östtysk roddare.
Han tog OS-guld i åtta utan styrman i samband med de olympiska roddtävlingarna 1976 i Montréal.